# Protezione civile (Svizzera)
La protezione civile in Svizzera è un’organizzazione che si fonda sul principio di milizia e contribuisce alla sicurezza nazionale senza compiti di combattimento. Tra gli scopi della protezione civile vi è anche la protezione dei beni culturali.
L’organizzazione della protezione civile in Svizzera ha una struttura fortemente federalista, con i Cantoni e i Comuni come principali responsabili; la confederazione fornisce delle basi comuni. Insieme a polizia, pompieri, servizi della sanità pubblica e servizi tecnici è un partner del sistema integrato di protezione della popolazione.

## Storia
La protezione civile viene costituita in Svizzera nel 1959 con il voto a favore del popolo svizzero sull’articolo costituzionale sulla protezione civile e con la prima legge federale del 1963. Viene istituito l’Ufficio federale della protezione civile (UFPC) presso il Dipartimento federale di giustizia e polizia; questo ufficio diventerà poi Ufficio federale della protezione della popolazione (UFPP).
La nascita della protezione civile in Svizzera è strettamente collegata al bisogno di proteggere la popolazione che emerge in modo crescente dopo l’esperienza della Seconda guerra mondiale e in stretta correlazione con la corsa agli armamenti del dopoguerra.
La reazione svizzera alla fine degli anni Cinquanta e negli anni Sessanta del XX secolo è la costruzione di rifugi in tutto il territorio nazionale e la protezione civile è incaricata dalla loro costruzione e della pianificazione per il loro uso. Con il mutare dello scenario geopolitico, negli anni Novanta del XX secolo i compiti della protezione civile si concentrano sulle situazioni di emergenza, sulle catastrofi naturali e antropiche. 
Nel 2004 entra in vigore la nuova legge sulla protezione civile. Con la nuova legislazione la protezione civile diventa un partner di polizia, pompieri, servizi della sanità pubblica, servizi tecnici (sistema integrato di protezione della popolazione).

## Organizzazione
In Svizzera la protezione civile svizzera è un'organizzazione principalmente cantonale e comunale. I Cantoni svizzeri hanno la responsabilità e la competenza per la protezione civile; la confederazione – con l’Ufficio federale della protezione della popolazione (UFPP) – fornisce delle basi comuni. 
La protezione civile è costituita da professionisti e da militi che prestano servizio. Prestano servizio gli uomini di cittadinanza svizzera tra i 20 e i 40 anni considerati abili per questo servizio e che non prestano il servizio militare e il servizio civile. L’obbligo di prestare servizio è disciplinato dalla confederazione.

## Compiti
La protezione civile è incaricata di proteggere la popolazione, assistere le persone in cerca di protezione, proteggere i beni culturali, sostenere gli organi di condotta e le altre organizzazioni partner nonché di svolgere lavori di ripristino e di pubblica utilità.